# Haplogrup U (mtADN)
L'haplogrup U és un haplogrup de l'ADN mitocondrial humà (mtADN).
Sorgint de l'haplogrup R començant el Paleolític superior, els seus diferents subconjunts (etiquetats U1–U9, divergint en el transcurs del Paleolític superior) es troben àmpliament distribuïts a través d'Europa septentrional i oriental, Àsia central, Àsia meridional o Àsia Occidental així com a Àfrica Septentrional i la Banya d'Àfrica.
El subconjunt més comú de l'haplogrup U8b, sorgit fa entre 30.000 i 22.000 anys, ha estat denominat apart com haplogrup K.

## Orígens
L'haplogrup U descendeix de la branca de l'arbre filogenètic de l'haplogrup R mtADN.
Les mutacions definitòries són (A11467G, A12308G, G12372A). Es calcula haver sorgit fa entre aproximadament 43,000 i 50,000 anys, al començament del Paleolític superior (95% CI: 46,530 ± 3,290 segons Behar et al., 2012)
ADN antic classificat com a pertanyent a l'haplogrup mitocondrial U* ha estat recuperat a partir de restes humanes a l'oest de Sibèria, datat de fa prop de 45.000 anys.
L'haplogrup U també ha estat trobat entre les mòmies egípcies antigues trobades en excavar el jaciment arqueològic Abusir el-Meleq a Egipte central, datades al 1r mil·lenni abans de Crist.
L'haplogrup U és trobat dins el 15% de les castes índies i dins el 8% de les poblacions tribals índies.És trobat també dins aproximadament el 11% dels europeus nadius i és considerat com el haplogrup maternal més vell trobat en aquesta regió. En un estudi de 2013, totes, excepte una, de les seqüències humanes antigues d'Europa analitzades pertanyien a l'haplogrup maternal U, per això confirmant els descobriments anteriors que mostraven l'haplogrup U com el tipus dominant d'ADN mitocondrial (mtADN) dins Europa abans de l'extensió de l'agricultura a Europa i de la presència i l'extensió dels indo-europeus per Europa Occidental.
L'haplogrup U té diversos subconjunts numerats de U1 a U9. L'haplogrup K és un subllinatge de U8. La seva antiguitat va permetre una distribució ampla dels subgrups descendents a través d'Euràsia occidental, Àfrica septentrional, i Asia meridional. Qualques subllinatges d'haplogrup U tenen encara una gamma geogràfica més específica.

## Subllinatges
Els subconjunts s'etiqueten U1–U9; l'haplogrup K és un subllinatge de U8.
Van Oven i Kayser (2009) proposaren els subllinatges "U2'3'4'7'8" i "U4'9". Behar et al. (2012) els modificaren agrupant "U4'9" com subordinat a "U2'3'4'7'8" per a un nou subllinatge intermediàri "U2'3'4'7'8'9".
L'haplogrup U1 s'estima que va sorgir fa entre 26,000 i 37,000 anys.
Es troba a molt baixa freqüència a tot Europa. És més freqüent observar-lo a l'Europa de l'est, la península d'Anatòlia i el Pròxim Orient. També es troba a baixes freqüències a l'Índia. El subllinatge U1 es troba a la regió de Svanetia de Geòrgia en un 4,2%. El subconjunt U1a es troba des de l'Índia a Europa, però és molt rar entre les franges nord i l'atlàntica d'Europa, incloent-hi les Illes Britàniques i Escandinàvia. S'han observat diversos exemples a la Toscana. A l'Índia, U1a ha estat trobat a la regió de Kerala. U1b té una difusió similar però és més rar que U1a. Qualques exemples de U1b s'han trobat entre els jueus de la diàspora. Subllinatges U1a i U1b apareixen en igualtat de freqüència a l'Europa de l'est.
Els subllinatges de U1 són: U1a (amb sub-subllinatges U1a1, U1a1a, U1a1a1, U1a1b) i U1b.
L'anàlisi de l'ADN de restes excavats on ara es troben les ruïnes de l'església de Sant Agustí a Goa, a l'Índia, revelà el subllinatge únic U1b, que és absent a l'Índia, però present a Geòrgia i regions circumdants. Atès que l'anàlisi genètica corrobora les evidències arqueològiques i literàries, es creu que les restes pertanyen a Ketevan la Màrtir, reina de Geòrgia.
L'haplogrup U1 ha estat observat entre espècimens al cementiri de Kulubnarti, Sudan, els quals daten del període cristià primerenc (d.C. 550-800).
El rar conjunt U1 és també trobat entre Algerians a Orà (0.83%-1.08%) i a la tribu Reguibat dels Saharauis (0.93%).

### Haplogrup U5
L'edat d'U5 és calcula entre 25,000 i 35,000 anys.
Aproximadament 11% del total d'europeus i dels 10% europeu-els americans estan dins l'haplogrup U5.
U5 ha estat trobat dins les restes humanes que daten del Mesolític a Anglaterra, Alemanya, Lituània, Polònia, Portugal, Rússia, Suècia, França i Espanya. Esquelets neolítics (~7,000 anys) que van ser excavats a la cova Avellaner a Catalunya, inclouen un individu que també porta l'haplogrup U5.
L'haplogrup U5 i els seus subllinatges U5a i U5b formen avui la més alta concentració de població a l'extrem nord, entre els Sami, Finlandesos, i Estonians. No obstant això, es va estendre àmpliament a nivells més baixos per tot Europa. Aquesta distribució, i l'edat de l'haplogrup, indiquen que els individus pertanyents a aquest conjunt van formar part de l'expansió inicial consegüent a la retirada del la coberta de gel d'Europa al voltant de fa 10.000 anys.
A més, l'haplogrup U5 es troba en freqüències petites i amb molta menor diversitat a l'Orient Pròxim i parts d'Àfrica Septentrional (àrees amb concentracions de U6 notables), suggerint una migració cap enrere de gent d'Europa cap al sud.
L'haplogrup mitocondrial U5a també ha estat associat amb progressió accelerada del individus afectats pel VIH al SIDA i la mort.
- U5 té polimorfismes a les ubicacions de 3197 9477 13617 16192 16270
  - U5a va sorgir al voltant d'entre 17,000 i 27,000 anys fa i té polimorfismes dins 14793 16256 (+ U5 polimorfismes).
    - U5a1 va sorgir entre fa 14,000 i 20,000 anys i té polimorfismes dins 15218 16399 (+ U5a polimorfismes).
      - U5a1a va sorgir fa entre 8,000 i 6,000 anys i té polimorfismes dins 1700 16192 (+ U5a1 polimorfismes).
        - U5a1a1 va sorgir entre fa 3,000 i 11,000 anys i té polimorfismes dins 5495 15924 (+ U5a1a polimorfismes).
          - U5a1a1a va sorgir fa menys de 6,000 anys i té polimorfismes dins 3816 (A3816G) (i ha perdut el seu polimorfisme dins 152 (mutació posterior) + U51a1 polimorfismes).[23]
          - U5a1a1b va sorgir al voltant fa entre 600 i 6,000 anys i té polimorfismes dins 15110 (G15110A) (i ha perdut el seu polimorfisme dins 152 (mutació posterior) + U5a1a1 polimorfismes).
          - U5a1a1c té polimorfismes dins 6905 (A6905G) 13015 (T13015C) (+ U5a1a1 polimorfismes).
          - U5a1a1d va sorgir fa menys de 4,300 anys i té els polimorfismes: G185Un T204C T16362C (i ha perdut el seu polimorfisme dins 152 (mutació posterior) + U5a1a1 polimorfismes).

        - U5a1a2 va sorgir fa entre 7,000 i 14,000 anys i té polimorfismes dins 573.1C (eliminació) 12346 (+ U5a1a polimorfismes).
          - U5a1a2a va sorgir fa menys de 5,400 anys i té polimorfismes dins 5319 6629 6719 (+ U5a1a2 polimorfismes).
            - U5a1a2a1 va sorgir fa menys de 3,400 anys i té polimorfismes T6293C (+ U5a1a2a polimorfismes).

      - U5a1b va sorgir fa entre 6,000 i 11,000 anys i té polimorfismes dins 9667 (A9667G) (+ U5a1 polimorfismes).
        - U5a1b1 va sorgir fa entre 5,000 i 9,000 anys i té polimorfismes dins 16291 (C16291T) (+ U5a1b polimorfismes).
          - U5a1b1a va sorgir fa entre 2,500 i 7,500 anys i té polimorfismes T4553C (+ U5a1b1 polimorfismes).
            - U5a1b1a1 va sorgir fa menys de 4,000 anys i té polimorfismes C14574T (+ U5a1b1a polimorfismes).

          - U5a1b1b va sorgir fa menys 8,000 anys i té polimorfismes dins 8119 (T8119C) (+ U5a1b1 polimorfismes).
          - U5a1b1c va sorgir fa entre 3,000 i 7,000 anys i té polimorfismes dins 9055 (G9055A) (+ U5a1b1 polimorfismes).
          - U5a1b1c1 va sorgir fa menys de 5,000 anys i té polimorfismes dins 1187 (T1187C) (+ U5a1b1c polimorfismes).
          - U5a1b1c2 va sorgir fa menys de 5,000 anys i té polimorfismes dins 3705 (G3705A) (+ U5a1b1c polimorfismes).
          - U5a1b1d té polimorfismes dins 12358 16093 (+ U5a1b1 polimorfismes).
          - U5a1b1e té polimorfismes dins 12582 16192 16294 (+ U5a1b1 polimorfismes).

        - U5a1b2 té polimorfismes dins 9632 (+ U5a1b polimorfismes).
        - U5a1b3 té polimorfismes dins 16362 16428 (+ U5a1b polimorfismes).

      - U5a1c va sorgir al voltant de fa 13000 anys i té polimorfismes dins 16320 (+ U5a1 polimorfismes).
        - U5a1c1 té polimorfismes dins 195 13802 (+ U5a1c polimorfismes).
        - U5a1c2 té polimorfismes dins 961 965.1C (eliminació) (+ U5a1c polimorfismes).

      - U5a1d va sorgir al voltant de fa 19000 anys i té polimorfismes dins 3027 (+ U5a1 polimorfismes).
        - U5a1d1 té polimorfismes dins 5263 13002 (a adenosina) (+ U5a1d polimorfismes).
        - U5a1d2 té polimorfismes dins 573.1C (eliminació) 3552 (+ U5a1d polimorfismes).
          - U5a1d2a té polimorfismes dins 195 4823 5583 16145 16189 (+ U5a1d2 polimorfismes).

      - U5a1e té polimorfismes dins 3564 8610 (+ U5as1 polimorfismes).
      - U5a1f té polimorfismes dins 6023 (+ U5as1 polimorfismes).

    - U5a2 va sorgir al voltant de fa 14000 anys i té polimorfismes dins 16526 (+ U5a polimorfismes).
      - U5a2a va sorgir al voltant de fa 6000 anys i té polimorfismes dins 13827 13928C 16114 16294 (+ U5a2 polimorfismes).
      - U5a2b va sorgir al voltant de fa 8000 anys i té polimorfismes dins 9548 (+ U5a2 polimorfismes).
      - U5a2c va sorgir al voltant de fa 13000 anys i té polimorfismes dins 10619 (+ U5a2 polimorfismes).
      - U5a2d té polimorfismes dins 7843 7978 8104 11107 16192! (mutació posterior dins 16192 a la seqüència Cambridge original) (+ U5a2 polimorfismes).
      - U5a2e té polimorfismes dins 151 152 3768 15289 16189 16311 16362 (+ U5a2 polimorfismes).

  - U5b va sorgir fa entre 19,000 i 26,000 anys i té polimorfismes dins 150 7768 14182 (+ U5 polimorfismes).[24] Trobat als amazics siwis de l'oasi Siwa.[25]
    - U5b1 va sorgir fa entre 11,000 i 20,000 anys i té polimorfismes dins 5656 (+ U5b polimorfismes).[26]
      - U5b1a té polimorfismes dins 5656 15097, 16189 i ha perdut el seu polimorfisme dins 7028 (backmutation) (+ U5b1 polimorfismes).
      - U5b1b: ha estat trobat als samis d'Escandinàvia, finesos i el amazics d'Àfrica del nord, els quals s'ha trobat que comparteixen una branca extremadament jove, amb una edat de merament ∼9,000 anys. U5bib ha estat també trobat als Fulbe i Papel dins Guinea Bissau i als Yakuts de Siberia nord-oriental.[27][28] Va sorgir al voltant de fa 11000 anys i té polimorfismes dins 12618 16189 (+ U5b1 polimorfismes).
      - U5b1c té polimorfismes dins 5656 15191, 16189, 16311 + U5b1 polimorfismes) i va sorgir aproximadament fa 13,000 anys
      - U5b1d té polimorfismes dins 5437 5656 i ha perdut el seu polimorfisme dins 16192 (backmutation) (+ U5b1 polimorfismes).
      - U5b1e té polimorfismes dins 152 2757 10283 12616 16189 i ha perdut el seu polimorfisme dins 16192 (mutació posterior) (+ U5b1 polimorfismes) i va sorgir aproximadament fa 6600 anys. U5b1e és trobat principalment a Europa central entre Txecs, Eslovacs, Hongaresos i russos del sud.[29]
      - U5b1g té polimorfismes dins 151 228 573.1C 5656 10654 13759 14577 (+ U5b1 polimorfismes).

    - U5b2 va sorgir fa entre 17,000 i 23,000 anys i té polimorfismes dins 1721 13637(+ U5b polimorfismes).[30] El grup ha estat trobat a restes que daten de temps prehistòrics dins Europa, com el subconjunt U5b2c1 de l'home de La Braña (trobat al jaciment arqueològic La Braña a Espanya).
      - U5b2a fa entre 12,000 i 19,000 anys, prevalent en Europa central.[31][32]
        - U5b2a1 fa entre 9,000 i 18,000 anys, descendents U5b2a1a, U5b2a1b.
        - U5b2a2 entre fa 7,000 i 14,000 anys, descendents U5b2a2a, U5b2a2b, U5b2a2c. Freqüent a Europa central, U5b2a2a1 especialment dins Polònia.
        - U5b2a3 entre fa 3,000 i fa 14,000 anys, descendent U5b2a3a.
        - U5b2a4 entre fa 1,000 i 10,000 anys, descendent U5b2a4a
        - U5b2a5 fa menys de 2,600 anys, descendent U5b2a5a .
        - U5b2a6 fa menys de 12,000 anys.

      - U5b2b fa entre12,000 i 17,000 anys.[33]
      - U5b2c fa entre 7,000 i 18,000 anys.[34]
        - U5b2c1 fa menys de 8,000 anys.[35] Trobat dins un individu fenici d'una tomba de Cartago al turó de Birsa, Tunísia.[36]
        - U5b2c2 fa 3.000 anys. Té la principal relació genètica amb el fenici Young Man of Byrsa
        - U5b2c3 fa 3.350 anys. També té la principal relació genètica amb el fenici Young Man of Byrsa.[37] Té presència destacada a Aragó.[38]

    - U5b3: El subllinatge probablement s'originà a la península italiana, i es troba principalment entre els sards.[39]

### Haplogrup U6

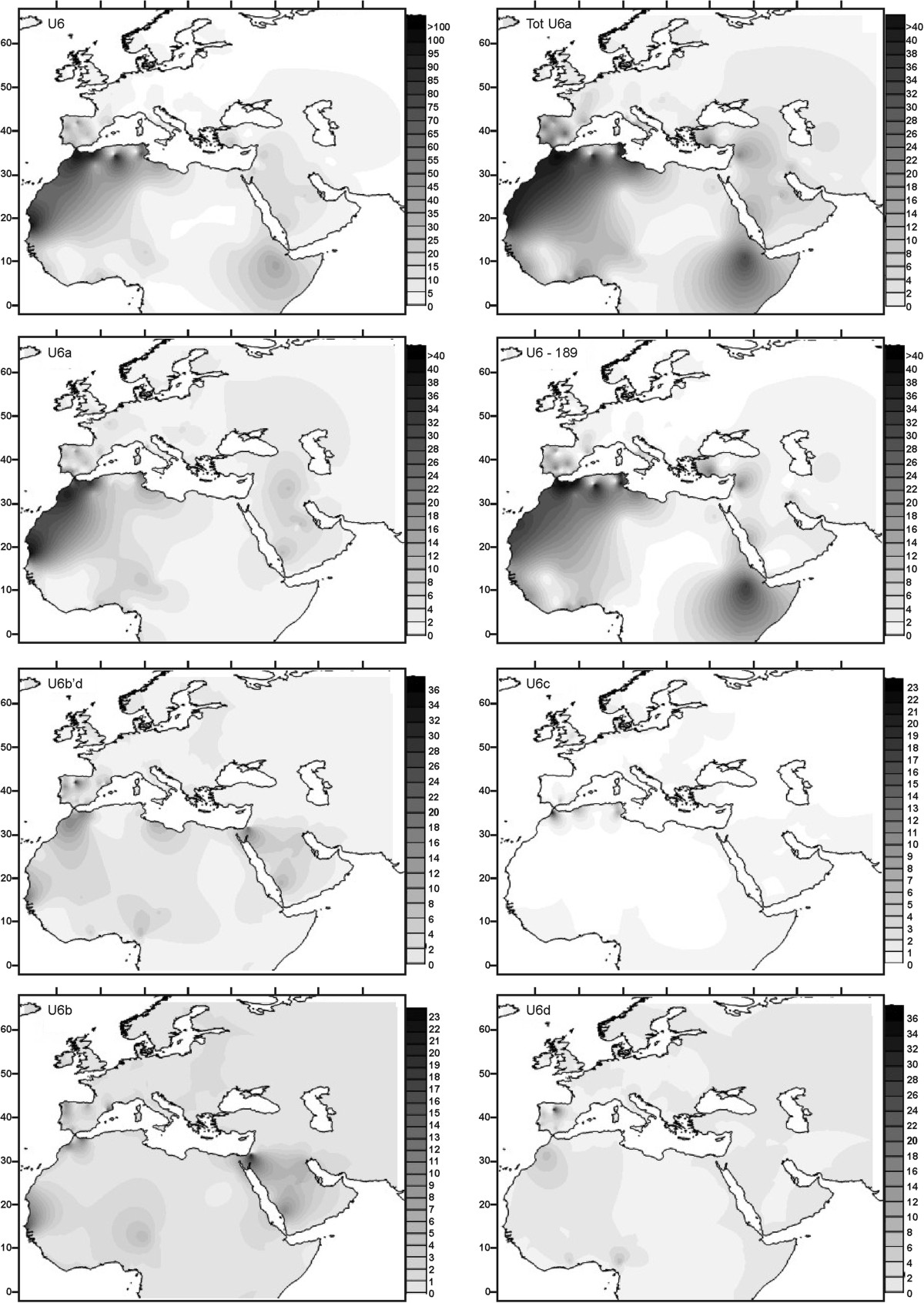
Freqüències projectades per l'haplogrup U6 (superior esquerre) i diversos subllinatges.

L'haplogrup U6 és datat entre fa 31,000 i 43,000 anys per Behar et al. (2012).
Això és consistent amb el descobriment de U6* basal a les mostres d'ADN antic d'un individu romanès (Peștera Muierilor) datat de fa 35.000 anys. Hervella et al. (2016) van prendre aquesta troballa com a prova per la migració de tornada del Paleolític de l'Homo Sapiens des d'Euràsia a l'Àfrica. El descobriment del U6* ADN basal antic ha contribuït a endarrerir la configuració de l'edat estimada de U6 al voltant de fa 46.000 anys.
L'Haplogrup U6 és comú (amb un prevalença al voltant del 10%) dins Àfrica de nord-oest (amb un màxim de 29% als algerins Mozabites) i les Illes Canàries (18% de mitjana amb una freqüència de cim de 50.1% a La Gomera). Es troba també a la península ibèrica, on té la diversitat més alta (10 de 19 subllinatges es troben només a aquesta regió, i no a l'Àfrica), Àfrica de nord-est i ocasionalment a d'altres ubicacions. U6 és també trobat en freqüències baixes a la conca del llac Txad, incloent la branca canària rara. Això suggereix que els antics portadors del llinatge poden haver-hi habitat o passat a través de la conca del Txad en el seu camí cap a l'oest envers les Illes Canàries.
L'haplogrup U6 es creu que va entrar al Nord d'Àfrica, des de l'Orient Pròxim al voltant de fa 30.000 anys. S'ha trobat entre espècimens Iber-Mauritans de l'Epipaleolític a la jaciment prehistòric Taforalt. Malgrat la màxima diversitat al U6 ibèric, Maca-Meyer argumenta un origen al Pròxim Orient d'aquest llinatge basat en la màxima diversitat del subllinatge U6a a aquesta regió, on hauria arribat des de l'oest d'Àsia, amb la incidència ibèrica representant principalment fluxos migratoris procedents del Magrib i no la persistència d'una població arrel europea.
Segons Hernández et al. 2015 "l'entrada calculada dels llinatges U6 nord-africans a Iberia fa 10 ky correlaciona bé amb altres llinatges L africans, indicant que U6 i alguns llinatges L es van moure junts d'Àfrica a Ibèria durant l'Holocè primerenc".

U6 ha quatre principals subllinatges:
| «                 | El subgrup U6a reflecteix la primera expansió africana del magribins que tornen a l'est. El llinatge derivat U6a1 indica un moviment posterior des de l'est d'Àfrica fins al Magrib i el Pròxim Orient. Aquesta migració coincideix amb la probable expansió lingüística afroasiàtica. Els llinatges U6b i U6c, restringits a Àfrica occidental, van tenir més expansions localitzades. U6b probablement va arribar a la Península Ibèrica durant la difusió capsiana al nord d'Àfrica. Dos derivats autòctons d'aquests llinatges (U6b1 i U6c1) indiquen l'arribada dels colons d'Àfrica del nord a l'arxipèlag canari en èpoques prehistòriques, probablement a causa de la dessecació sahariana. L'absència d'aquests llinatges canaris actualment a l'Àfrica suggereix importants moviments demogràfics a l'àrea occidental d'aquest continent. | » |
| — Maca-Meyer 2003 | |   |

- U6a: aquest subllinatge és el més estès, s'estén des de les Illes Canàries i la Península Ibèrica a la Banya d'Àfrica i al Pròxim Orient. El subhaplogrup té la seva màxima diversitat al Nord-est d'Àfrica. Edat estimada: 24-27,500 a.C. Té un subllinatge principal:
  - U6a1: distribució semblant a U6a; trobat especialment entre els Coptes (un 27,6%) i Beja (10.4%).[47] Edat estimada: 15-20,000 a.C.
- U6b: mostra una distribució més occidental i apedaçada. A la Península Ibèrica, U6b és més freqüent en el nord, mentre que U6a és al sud). També s'ha trobat en baixes quantitats en el Marroc, Algèria, Senegal i Nigèria. Edat estimada: de 8.500-24,500 a.C. Té un subllinatge:
  - U6b1: es troba només a les Illes Canàries i a la Península Ibèrica. Edat estimada: c. 6000 a.C.
- U6c: només es troba al Marroc i Canàries. Edat estimada: 6.000-17,500 a.C.
- U6d: El més estretament relacionat amb U6b. Localitzat al Magrib, amb presència a Europa. Va sorgir entre 10.000 i 13.000 a.C.

U6a, U6b i U6d comparteixen una comuna mutació basal (16219) que no és present en U6c, mentre que U6c ha 11 mutacions úniques. U6b i U6d comparteixen una mutació (16311) no compartida per U6a, que té tres mutacions úniques.

### U2'3'4'7'8'9
Els subllinatges U2, U3, U4, U7, U8 i U9 es pensa ara que són monofilètics, el seu avantpassat comú 
"U2'3'4'7'8'9" definit per mutació A1811G, sorgits entre 42.000 i 48.000 anys fa (Behar et al., 2012).
Dins d'U2'3'4'7'8'9, U4 i U9 poden ser monofilètics, com "U4'9" (mutacions T195C!, G499A, T5999C) sorgides entre 31,000 i 43,000 anys fa (Behar et al., 2012).

#### Haplogrup U2
L'haplogrup U2 és més comú al sud d'Àsia però també es troba a baixa freqüència al Centre i oest d'Àsia, així com a Europa com U2e (la varietat europea d'U2 és nomenada U2e). El conjunt de la freqüència de U2 al sud d'Àsia es comptabilitza en gran manera dins el grup U2i a l'Índia, mentre que l'haplogrup U2e, comú a Europa, és totalment absent; atès que aquests llinatges es distanciaren aproximadament 50.000 anys enrere, aquestes dades s'han d'interpretar com una indicació d'un molt baix gen flux per línia materna entre el Sud d'Àsia i Europa al llarg d'aquest període. Aproximadament la meitat del mtADN U a l'Índia pertany a les branques específiques índies de l'haplogrup U2 (U2i: U2a, U2b i U2c). Mentre que U2 és normalment es trobat a l'Índia, també és present dins els Nogais, descendents de diverses tribus mongòliques i túrquiques que formaren part de l'Horda de Nogai. Tant U2 com U4 es troben als pobles Ket i Nganasan, els habitants indígenes de la conca del riu Yenisei i la Península Taymyr.
Els subllinatges d'U2 són: U2a, U2b, U2c, U2d, i U2e. Amb els subllinatges específics de l'Índia U2a, U2b, i U2c anomenats col·lectivament U2i, l'haplogrup eurasiàtic U2d sembla un llinatge germà amb l'haplogrup indià U2c, mentre que U2e és considerat un subllinatge específic europeu però també trobat al sud de l'Índia.
L'haplogrup U2 s'ha trobat dins les restes d'un caçador-recol·lector de fa 30.000 anys de Kostyonki, Voronezh Oblast al Centre-sud de Rússia Europea, en restes humanes d'un jaciment arqueològic de la cultura del vas campaniforme de Finals del Neolític a Kromsdorf, Alemanya, de fa de 4800 a 4000 anys, i en restes humanes de Bøgebjerggård al sud de Dinamarca de 2.000 anys d'antiguitat. No obstant això, l'haplogrup U2 és rar avui en dia als Escandinaus. Les restes de 2.000 anys d'antiguitat d'un mascle eurasiàtic occidental de l'haplogrup U2e1 es van trobar al cementiri Xiongnu del nord-est de Mongòlia.

#### Haplogrup U3
L'haplogrup U3 es divideix entre dos subllinatges: U3a i U3b.
L'edat de coalescència per U3a s'estima com de 18.000 a 26.000 anys enrere, mentre que l'edat de coalescència per U3b s'estima com de 18.000 a 24.000 anys enrere. U3a es troba a Europa, al Pròxim Orient, al Caucas i a l'Àfrica del nord. La subclasse quasi totalment distribuïda per Europa U3a1, datada 4000 7000 anys enrere, suggereix una expansió relativament recent (finals Holocè o més tard) expansió d'aquests llinatges a Europa. Hi ha un subllinatge menor U3c (derivat d'U3a), representat per un sol mtADN Azeri del Caucas. U3b és àmpliament difós a tot l'Orient mitjà i al Caucas, i es troba sobretot a l'Iran, l'Iraq i el Iemen, amb un subllinatge menor europeu, U3b1b, datat a l'any 2000 a 3000 anys enrere. L'haplogrup U3 és definit per la transició HVR1 A16343G. Es troba en nivells baixos a tot Europa (al voltant d'un 1% de la població), al Pròxim Orient (uns 2,5% de la població), i a l'Àsia central (sobre l ' 1% de la població). U3 és present en la població Svan de la regió Svaneti (aproximadament el 4,2% de la població) i entre les poblacions gitanes lituana, polonesa i espanyola (36-56%) coherent amb la comuna ruta migratòria des de l'Índia pels Balcans.
El llinatge U3 es troba també entre els amazics mozabits (10.59%), així com als egipcis dels oasis El-Hayez (2.9%) i Gurna (2.9%), i Algerians a Orà (1.08%-1.25%). El rar llinatge U3a és present entre els Tuaregs habitant Níger (3.23%).
L'haplogrup U3 ha estat trobat dins alguns de les restes de 6400 anys (U3a) descobertes a les coves a Wadi El‐Makkukh a prop de Jericó associades amb el període Eneolític. L'haplogrup U3 era ja present dins el patrimoni genètic eurasiàtic occidental al voltant de 6,000 anys fa i probablement també el seu subllinatge U3a.

#### Haplogrup U4
L'haplogrup U4 té el seu origen fa entre 21,000 i 14,000 anys. La seva distribució és associada 
amb el coll d'ampolla (biologia) a causa del darrer màxim glacial.
U4 ha estat trobat en ADN antic, i és relativament rar en poblacions modernes, tot i que és trobat en proporcions substancials dins qualques poblacions indígenes d'Àsia del nord i d'Europa del nord, essent associat amb els romanents antics de caçadors-recol·lectors europeus conservats en les poblacions autòctones de Sibèria. U4 és trobat en el poble Nganasan de la península del Taymyr, en els Mansi (16.3%) un poble en perill d'extició, i en els Ket (28.9%) del riu Yenisei. És trobat dins Europa amb les concentracions més altes dins Escandinàvia i els estats bàltics i és trobat als Sami de la península escandinava (tot i que U5b té una representació més alta).
U4 és també conservat en els Kalash (mida de població actual 3,700) una tribu única entre els pobles indo-aris de Pakistan on U4 (U4a1) assoleix la seva freqüència més alta de 34%.
Els subllinatges d'U4 són: U4a, U4b, U4c, i U4d.
L'haplogrup U4 s'associa amb els antics caçadors-recol·lectors europeus i ha estat trobat dins restes de 7,200 a 6,000 anys fa de la cultura de la ceràmica perforada en Gotland, Suècia, i dins restes fa de 4,400 a 3,800 anys del jaciment arqueològic Damsbo de la cultura del vas campaniforme danesa. Les restes identificades com subllinatge U4a2 estan associades amb la cultura de la ceràmica cordada, la qual florí fa de 5200 a 4300 anys a Europa oriental i central i englobà la majoria d'Europa des del nord continental del riu Volga a l'est, al Rin a l'oest. L'ADN mitocondrial recuperat de les restes de 3,500 a 3,300 anys d'antiguitat al jaciment arqueològic Bredtoftegård a Dinamarca, associat amb l'Edat de Bronze Nórdica, inclou l'haplogrup U4 amb 16179T com indicador dins el seu HVR1 de subllinatge U4c1.

#### Haplogrup U7
L'haplogrup U7 és considerat un haplogrup específic del mtADN de l'oest eurasiàtic, es creu d'haver-se originat a l'àrea del Mar Negre aproximadament fa 30,000 anys. En poblacions modernes, U7 es troba amb freqüències baixes al Caucas, a les tribus siberianes occidentals, a l'oest d'Asia (aproximadament 4% al Pròxim Orient, amb les densitats més altes amb el 10% en Iranians), Asia del sud (aproximadament 12% al Gujarat, la part més occidental de l'Índia, mentre per la totalitat d'India la seva freqüència permaneix al voltant del 2%, i 5% dins Pakistan), i al poble Vedda de Sri Lanka on s'assoleix la freqüència més alta de 13.33% (subllinatge U7a). Una terça part del mtADN específic de l'oest eurasiàtic trobat dins Índia apareix als haplogrups U7, R2 i W. S'especula que l'immigració a gran escala va portar aquests haplogrups mitocondrials a l'Índia.
Els subllinatges d' U7 són: U7a (amb sub-subllinatges U7a1, U7a2, U7a2a, U7a2b) i U7b.
L'anàlisi genètica dels individus vinculats amb la cultura tardiva Hallstatt de Baden-Württemberg a Alemanya considerats exemples d'"enterraments principescos" de l'edat del ferro els incloeix dins l'haplogrup U7. Es va informar que l'haplogrup U7 ha estat trobat dins restes humanes de 1200 anys d'antiguitat (datats pels voltants del 834), en una dona que es creia que era d'un clan reial enterrat amb la nau vikinga Oseberg a Noruega. L'haplogrup U7 es va trobar a restes humanes de 1000 anys d'antiguitat (datades pels voltants de 1000-1250 d.C.) dins un cementiri Cristià a Kongemarken, Dinamarca. No obstant això, U7 és rar entre els actuals escandinaus ètnics.
El subllinatge U7a és especialment freqüent entre els Saudites, constituint al voltant del 30% dels llinatges materns a la Província oriental.
El subllinatge U7a4 apunta a un origen a l'Orient Pròxim. Té les máximes freqüencies entre els actuals habitants de l'Azerbaidjan (26%) i dels àzeris iranians (16-22%), mentre que es troba a la resta de l'Iran a freqüències del 2-16%, amb una moderada freqüència de 14-17% a la part occidental de l'Iraq i 1-19% a la Península Aràbiga. A freqüències inferiors també es troba al Turkmenistan (2-10%), a la part occidental del Kazakhstan (2-10%), Síria (3-7%), Uzbekistan (2-6%), centre de la península d'Anatòlia (2-4%), sud del Punjab (1-2%), i a l'Afganistan (0-2%). U7a4 també ha estat observat en un exemplar a la Toscana i altres dos en Rússia europea. Es presumeix que aquest subllinatge va ser portat a la Toscana per la civilització Etrusca. Es creu que els actuals habitants de la Toscana han conservat qualque cosa d'aquest llegat genètic.

#### Haplogrup U8
- U8a: Els Bascos són els que tenen més filogènia ancestral a Europa pel haplogrup mitocondrial U8a. Aquest és un rar subgrup de U8, posant l'origen d'aquest llinatge basc al Paleolític Superior. La manca de llinatges U8a dins Àfrica suggereix que els seus avantpassats podrien tenir el seu origen a l'oest d'Àsia.
- U8b: Aquest llinatge s'ha trobat a Itàlia i a Jordània.
  - L'haplogrup K fa una considerable fracció del llinatges europeus i de l'Àsia occidental. Ara és conegut en realitat com un subllinatge de l'haplogrup U8b'K, i es creu haver sorgit al nord-est d'Itàlia. L'haplogrup UK mostra alguns indicis de ser altament protector contra la progressió de la SIDA.

#### Haplogrup U9
L'Haplogrup U9 és un rar llinatge en la filogènia del mtADN, trobat només recentment a qualques poblacions del Pakistan (Quintana-Murci et al. 2004). La seva presència a Etiòpia i Iemen, juntament amb alguns llinatges M específics d l'Índia dins la mostra Iemenita, apunta a flux gènic al llarg de la costa de la Mar d'Aràbia. Els haplogrups U9 i U4 comparteixen dos mutacions comunes als arrels de la seva filogènia. És interessant que, al Pakistan, U9 es produeix sovint només entre els anomenats Makrani. En aquesta població particular, els llinatges específics de parts de l'Àfrica oriental es produeixen tant sovint com un 39%, la qual cosa suggereix que els llinatges U9 al Pakistan podrien tenir un origen a aquesta zona (Quintana-Murci et al. 2004). Independentment de que part de la costa de la Mar d'Aràbia pot haver estat l'origen de U9, La seva distribució a Etiopía-Arabia del sud- conca del Indus suggereix que la diversificació del subllinatge U4 podria haver ocorregut en regions allunyades de l'àrea actual de més alta diversitat i freqüència del haplogrup U4—Europa de l'est i Sibèria occidental.